# Office Partner
Die Office Partner GmbH (Eigenschreibweise OFFICE Partner) ist ein E-Commerce-Unternehmen mit Sitz im Münsterland, das seine Produkte über einen eigenen Onlineshop vertreibt. Das 1997 gegründete Unternehmen gehört zu den 100 größten Online-Shops in Deutschland. OFFICE Partner unterhält diverse Portale.

## Geschichte
Das Unternehmen wurde am 1. Juli als Systemhaus in der Innenstadt Gescher gegründet. 1999 stieg OFFICE Partner im Bereich E-Commerce über die Plattform eBay als Versandhändler ein. Bis zum Jahr 2000 entstanden drei weitere Systemhäuser in Coesfeld, Vreden und Rhede.
Der erste eigene Onlineshop office-partner.net wurde 2006 gegründet. Es entstanden Partnerschaften mit vielen Herstellern wie Bsp. Brother und Canon. Das Portal fokussierte sich auf das Thema printing. 2009 zog OFFICE Partner zum jetzigen Standort. Bis 2013 erfolgte eine Vergrößerung der Lager- und Bürofläche auf 8.000 m². Die Logistik des Unternehmens wurde 2015 mit einem Außenlager in Ochtrup erweitert. 2018 erfolgte die Eröffnung eines weiteren Lagerplatzes in Osnabrück mit 16.000 Palettenplätzen. Im Jahr 2019 wurde das Angebot von druck-collect.de übernommen und dadurch das Service-Angebot erweitert. 2021 wurden Gaming, Büromaterial und Computerkomponenten ins Sortiment mit aufgenommen. Ein auf Gaming- und Consumer-Produkte gerichteter Online-Shop wurde gegründet.
Bis 2022 wuchs OFFICE Partner auf rund 165 Mitarbeiter. Im Mai 2022 ist die Printus-Gruppe mit einer Mehrheitsbeteiligung von 70 % in die GmbH eingestiegen. Der bisherige Gesellschafter und Geschäftsführer Andreas von dem Berge ist in den Ruhestand getreten.

## Sortiment und Eigenmarken
Das Sortiment umfasst über 44.000 Artikel aus den Bereichen Drucker, EDV, Hardware, Server & Netzwerktechnik, Display und Unterhaltungselektronik. Das Unternehmen verkauft unter eigenem Label Toner und Druckertinte.